# Wojna (film 2002)
Wojna (ros. Война) – rosyjski dramat wojenny z 2002 roku w reżyserii Aleksieja Bałabanowa.

## Fabuła
2001 rok, II wojna czeczeńska. Sierż. Iwan Jermakow siedząc w rosyjskim więzieniu opowiada dziennikarzowi swoje przeżycia z niewoli u lokalnego czeczeńskiego watażki Asłana Gugajewa. Towarzyszami niedoli Jermakowa byli m.in. kpt. Miedwiediew oraz para brytyjskich aktorów: John i Margaret. Gugajew darzył znającego angielski i umiejącego posługiwać się internetem Jermakowa szczególnymi względami. W końcu wypuszcza go jako mało wartościowego zakładnika – armia rosyjska ani jego rodzina nic za niego nie zapłaci. Uwalnia również Johna, jednak pod warunkiem, że ten w ciągu dwóch miesięcy dostarczy 2 mln funtów okupu. Jako gwarancję zapłaty zatrzymuje ukochaną Johna – Margaret, którą odgraża się zabić w wypadku niedotrzymania terminu. John udaje się do Londynu, gdzie nikt z władz nie chce mu jednak udzielić pomocy. Postanawia sam zebrać pieniądze i na własną rękę udać się do Czeczenii. Uzyskuje tylko część potrzebnej mu sumy i wyjeżdża do Moskwy. Rosyjskie władze również są bezradne. John odnajduje więc Jermakowa, który za pewną sumę pieniędzy zgadza się mu pomóc w wymianie. Obydwaj, przy pomocy łapówek wjeżdżają na terytorium Czeczeni. Tam zdobywają broń i dzięki bezkompromisowej postawie Jermakowa docierają do kryjówki Gugajewa. Zajmują ją szturmem i uwalniają zakładników. Biorą do niewoli Gugajewa, pod którego osłoną planują powrót do strefy kontrolowanej przez Rosjan. Niestety, John gdy się przekonuje, że Margaret była gwałcona, zabija Gugajewa. Wszyscy muszą się teraz przedzierać pod ostrzałem ścigających ich Czeczeńców. Cała akcja udaje się dzięki wezwanemu przez kpt. Miedwiediewa rosyjskiemu lotnictwu, które w krytycznym momencie przybywa na pomoc. John i Margaret wracają na Zachód, gdzie John wydaje książkę o swoich przeżyciach w Czeczenii i zyskuje duży rozgłos. Jermakow trafia natomiast do więzienia, za "nielegalne działania przeciwko obywatelom Federacji Rosyjskiej".

## Obsada
- Aleksiej Czadow – Iwan Jermakow
- Ian Kelly – John Boyle
- Ingeborga Dapkūnaitė – Margaret
- Siergiej Bodrow – kpt. Miedwiediew
- Gieorgij Gurgulija – Asłan Gugajew
- Ewikld Kiurdzidis – Rusłan

## Produkcja
Zdjęcia kręcono w Kabardo-Bałkarii, Osetii Północnej, Czeczenii, Moskwie, Petersburgu, Tobolsku i Londynie.

## Muzyka
W ścieżce dźwiękowej filmu wykorzystano utwory kilku znanych w Rosji wykonawców muzyki pop. Są to:
- Wiaczesław Butusow
- Bi-2
- Splean
- Okean Elzy
- PECH
- Partizanskoje radio
- Tomas
- Timur Mucurajew